# Vallentuna
Vallentuna é uma cidade da província histórica de Uplândia. Tem cerca de 29 519 habitantes , e é a sede do município de  Vallentuna  , pertencente ao condado de  Estocolmo, situado no centro da Suécia. Está situada a 25 km a norte de  Estocolmo  .